# Rallye de Chine

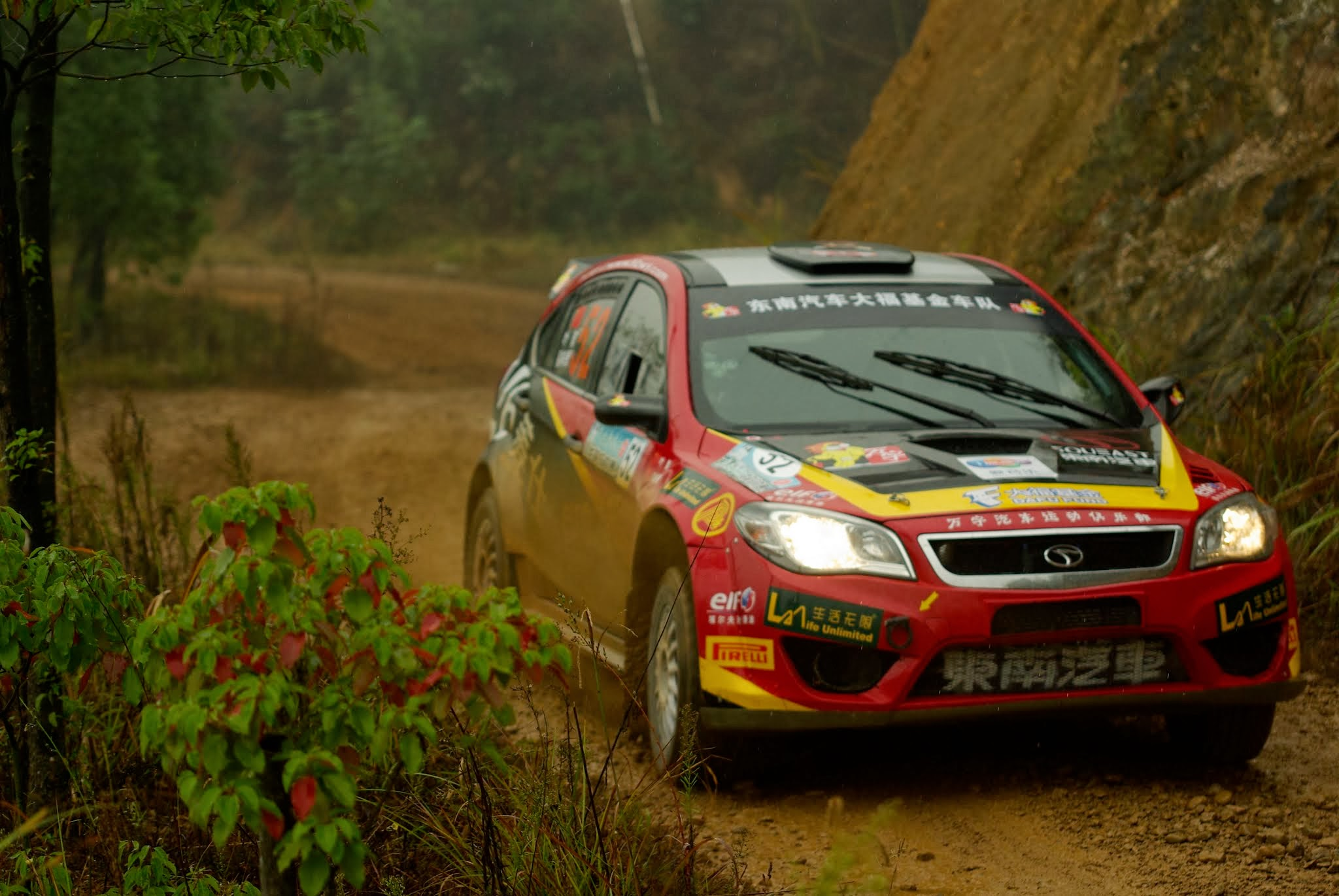
Voiture de course, APRC dans le Rallye de Chine en 2013.

Le Rallye de Chine (ou Rallye de  Chine Longyou depuis 2006) est un rallye automobile sur gravier et terre disputé aux alentours de la ville de Shaoguan dans la province de Guangdong et ayant compté pour le championnat du monde des rallyes en 1999. 

## Histoire
Sa cérémonie de clôture a lieu au pied même de la Grande Muraille.
Il a été candidat à une introduction en WRC durant les années 1997 et 1998, dans un pays alors encore très prometteur en termes d'investissements pour les marques automobiles étrangères. La FIA s'attendait en fait à une organisation assez proche de celle d'une course du type rallye de Hong Kong, mais fut surprise d'un déroulement à l'intérieur du pays, à 40 kilomètres au mieux de la plus proche urbanisation notoire.
En 2000, il n'a pas été reconduit en championnat du monde pour des raisons essentiellement économiques, son organisation de course l'année précédente ayant cependant été jugée satisfaisante par les équipes, malgré des conditions de circulation souvent difficiles sur les tronçons de liaisons et une infrastructure hôtelière mal adaptée, les 22 épreuves spéciales étant en elles-mêmes très variées quant à leurs vitesses de couverture (certaines étant pratiquement deux fois plus rapides que les plus lentes). L'écurie Ford ne parvint cependant pas à faire terminer ses voitures dès le début de la première E.S.. Quelques superspéciales pour spectateurs furent créées pour l'occasion, et en cours d'épreuve le temps vira du sec à l'humide, rendant la fin de course glissante.
Jusqu'à présent, le meilleur Chinois de la compétition, Lang Xu, né le 11 novembre 1976 à Zhejiang, a terminé 3e en 2007 et 4e en 2005 de l'épreuve (sur Mitsubishi Lancer Evo VIII, puis IX, associé à Shaojun, puis Yu Huang) (également classé 3e du Rallye d'Inde en 2002); ce pilote, plusieurs fois champion de Chine de catégorie des rallyes (le CRC, organisé par la FASC: 2002 et 2003 en 1 600 cm3 (1,6 L), 2004 en groupe N), est décédé (bris de câble en pleine face) lors de la course "Transorientale" le 17 juin 2008 alors qu'il était 4e, en portant assistance à un équipage en détresse (après trois participations consécutives au Paris-Dakar, dont une 19e place).
Il se substitua au rallye d'Indonésie aux pluies plus violentes, et fut remplacé par le rallye de Chypre au calendrier WRC. 
Il s'inscrivit en 1999 à la mi-septembre, puis il se déroula entre les mois d'octobre et de novembre en comptant annuellement pour le championnat d'Asie-Pacifique des rallyes (APRC). Le rallye de Chine fait son retour au programme du championnat du monde en 2016, mais malheureusement, le rallye se retrouve annulé, des intempéries ayant trop fortement endommagé les routes prévus pour le parcours chronométré.

## Palmarès
| Année | Nom                        | Dates                   | Pilote                                 | Copilote                               | Voiture                                | Championnat |
| ----- | -------------------------- | ----------------------- | -------------------------------------- | -------------------------------------- | -------------------------------------- | ----------- |
| 1997  | 1er China Rally            | Novembre                | Colin McRae                            | Nicky Grist                            | Subaru Impreza 555                     | APRC        |
| 1998  | 2e China Rally             | Octobre                 | Yoshio Fujimoto                        | Tony Sircombe                          | Toyota Celica GT-Four                  | APRC        |
| 1999  | 3e China Rally             | 17-19 novembre          | Didier Auriol                          | Denis Giraudet                         | Toyota Corolla WRC                     | WRC         |
| 2000  | 4e 555 China Rally         | 7-9 novembre            | Possum Bourne                          | Mark Stacey                            | Subaru Impreza 555                     | APRC        |
| 2001  | 5e Rally of China Shaoguan | 20-22 octobre           | Nico Caldarola                         | Dario D'Esposito                       | Mitsubishi Lancer Evolution VI         | APRC        |
| 2002  | 6e Rally of China Shaoguan | 19-21 octobre           | Karamjit Singh                         | Allen Oh                               | Proton Pert                            | APRC        |
| 2004  | 7e TCL China Rally Huizhou | 22-24 octobre           | Katsuhiko Taguchi                      | Mark Stacey                            | Mitsubishi Lancer Evolution VIII       | APRC        |
| 2005  | 8e China Rally Shaoguan    | 26-28 novembre          | Jussi Välimäki                         | Mikko Markkula (fi)                    | Mitsubishi Lancer Evolution VIII       | APRC        |
| 2006  | 9e Rally China (Longyou)   | 24-26 novembre          | Cody Crocker                           | Ben Atkinson                           | Subaru Impreza WRX STI                 | APRC        |
| 2007  | 10e Rally China (Longyou)  | 9-11 novembre           | Cody Crocker                           | Ben Atkinson                           | Subaru Impreza WRX STI                 | IRC, APRC   |
| 2008  | 11e Rally China (Longyou)  | 8-9 novembre            | Jarkko Miettinen                       | Mikko Lukka                            | Mitsubishi Lancer Evo IX               | IRC, APRC   |
| 2009  | 12e Rally China (Longyou)  | 14-15 novembre          | Cody Crocker                           | Ben Atkinson                           | Subaru Impreza WRX STI                 | APRC        |
| 2010  | 13e Rally China (Longyou)  | 6-7 novembre            | Yuya Sumiyama                          | Naoki Kase                             | Mitsubishi Lancer Evolution X          | APRC        |
| 2011  | 14e Rally China (Longyou)  | 4-6 novembre            | Alister McRae                          | Bill Hayes                             | Proton Satria Neo S2000                | APRC        |
| 2012  | 15e Rally China (Longyou)  | 26-29 octobre           | Alister McRae                          | Bill Hayes                             | Proton Satria Neo S2000                | APRC        |
| 2013  | 16e Rally China (Longyou)  | 2-3 octobre             | Esapekka Lappi                         | Janne Ferm                             | Škoda Fabia S2000                      | APRC        |
| 2014  | 17e Rally China (Longyou)  | 8-9 novembre            | Christopher Atkinson                   | Stéphane Prévot                        | Volkswagen Golf SCRC                   | APRC        |
| 2015  | 18e Rally China (Longyou)  | 30 octobre-1er novembre | Pontus Tidemand                        | Emil Axelsson                          | Škoda Fabia R5                         | APRC        |
| 2016  | 19e Rally China (Longyou)  | 8-11 septembre          | Rallye annulé pour cause d'intempéries | Rallye annulé pour cause d'intempéries | Rallye annulé pour cause d'intempéries | WRC         |

(l'anglais David Higgins termina second de l'épreuve en 2007)